# Quelli belli come noi/Dimmi ciao bambino
Quelli belli come noi/Dimmi ciao bambino è un 45 giri della cantante italiana Rita Pavone, pubblicato dalla Dischi Ricordi (catalogo SRL 10.569) nel 1969.

## I brani

### Quelli belli come noi
Quelli belli come noi, presente sul lato A del disco, è il brano usato come sigla del programma televisivo Canzonissima 1969 e inciso anche da Johnny Dorelli (come lato B del 45 giri Domani che farai), Carmen Villani (in Quelli belli come noi/Questa sinfonia) e, originariamente, Alice ed Ellen Kessler (in Quelli belli come noi/La sveglia del cuore). Il testo è scritto dal trio Terzoli-Vaime-Verde, mentre la musica è composta da Bruno Canfora. La direzione orchestrale è curata da Natale Massara.

### Dimmi ciao bambino
Dimmi ciao bambino (titolo originale: Till Tomorrow) è il brano presente sul lato B del disco. L'adattamento in italiano è di Luigi Claudio, mentre il testo originale è di Georg Buschor e, la musica, di Heinz Meier. La direzione orchestrale è curata da Nick Ingman.

## Tracce
Lato A
1. Quelli belli come noi (Sigla TV di Canzonissima 1969) – 3:09

Lato B
1. Dimmi ciao bambino (Till Tomorrow) – 3:13